# Зелёный органист
Зелёный органист (лат. Chlorophonia cyanea) — вид птиц из семейства вьюрковых. Птицы обитают на плантациях, в пригородных садах, субтропических и тропических низменных и горных влажных лесах, на высоте 0—2100 метров над уровнем моря. Длина тела 11,5 см, масса 11—13 грамм.
Выделяют семь подвидов:
- Chlorophonia cyanea psittacina Bangs, 1902 — в горах Сьерра-Невада-де-Санта-Марта на севере Колумбии;
- Chlorophonia cyanea frontalis (Sclater, 1851) — в горах в северных штатах Венесуэлы — от Фалькона и Лары восточнее до Миранды;
- Chlorophonia cyanea minuscula Hellmayr, 1922 — в горах северо-восточной Венесуэлы в штатах Ансоатеги, Монагас и Сукре;
- Chlorophonia cyanea intensa — на западных склонах западных Анд в департаментах Кальдас и Валье-дель-Каука (Колумбия);
- Chlorophonia cyanea longipennis (Bus de Gisignies, 1855) — в Андах — от юга штата Лара (западная Венесуэла) южнее через Колумбию (кроме западных склонов западных Анд), Эквадор и Перу до Кочабамба и западного Санта-Крус (Боливия);
- Chlorophonia cyanea roraimae Salvin & Godman, 1884 — в горах тепуи — от штатов Амасонаса и Боливара (южная Венесуэла) восточнее до Гайаны и до гор (включительно) на крайнем северо-западе Бразилии (у границ с Венесуэлой);
- Chlorophonia cyanea cyanea (Thunberg, 1822) — юго-восток Бразилии, юг-восток Парагвая и провинция Мисьонес  на северо-востоке Аргентины